# Resolució d'una imatge
La resolució d'una imatge indica la quantitat de detall pot observar-se en aquesta. El terme és comunament utilitzat amb relació a imatges de fotografia digital, però també s'utilitza per descriure com de nítida (com a antònim de granular) és una imatge de fotografia convencional (o fotografia química). Tenir major resolució es tradueix a obtenir una imatge amb més detall o qualitat visual.
Per a les imatges digitals emmagatzemades com mapa de bits, la convenció és descriure la resolució de la imatge amb dos nombres enters, on el primer és la quantitat de columnes de píxels (quants píxels té la imatge a l'ample) i el segon és la quantitat de files de píxels (quants píxels té la imatge a l'alt).
És bé assenyalar que si la imatge apareix com a granular se li dona el nom de pixelada o pixelosa.
La convenció que li segueix en popularitat és descriure el nombre total de píxelés en la imatge (usualment expressat com el múltiple corresponent a milió, mega-), que pot ser calculat multiplicant la quantitat de columnes de píxels en una imatge per la quantitat de files.
A continuació es presenta una il·lustració sobre com es veuria la mateixa imatge en diferents resolucions.
Per saber quin és la resolució d'una càmera digital hem de conèixer els píxels d'ample x alt als quals és capaç d'obtenir una imatge. Així una càmera capaç d'obtenir una imatge de 1600 x 1200 píxels té una resolució de 1600x1200=1.920.000 píxels, és a dir 1,92 megapíxels.
A més, cal considerar la resolució d'impressió, és a dir, els punts per polzada (ppp) als quals es pot imprimir una imatge digital de qualitat. A partir de 200 ppp podem dir que la resolució d'impressió és bona, i si volem assegurar-nos hem d'aconseguir els 300 ppp perquè moltes vegades l'òptica de la càmera, la neteja de l'objectiu o el processador d'imatges de la càmera digital disminueixen la qualitat.
Per saber com és la resolució d'impressió màxima que permet una imatge digital cal dividir l'ample d'aquesta imatge (per exemple, 1600 entre la resolució d'impressió 200, 1600/200 = 8 l per a una foto digital de 1600 píxels de llarg és de 8 polzades de llarg (20,32 cm) en qualitat 200 ppp (1600/300=5.33 polzades - 13,54 cm - en el cas d'una resolució de 300 ppp). Una polzada equival a 2,54 cm.

## Resolució en diversos medis
Això és una llista de les resolucions horitzontals tradicionals, analògics per a diversos mitjans de comunicació. La llista només inclou els formats populars, formats no rars, i tots els valors són aproximats (arrodonit al més proper 10), a causa de la qualitat real pot variar de màquina a màquina o de cinta a cinta. Per facilitat de comparació, tots els valors són per al sistema NTSC. (Per als sistemes PAL, se substitueix 480 per 576.)
- Analògic i inici digital
  - 352×240 : Video CD
  - 480×320 : Betamax, VHS, Video8
  - 480×360 : Super Betamax, Umatic
  - 480×400 : Betacam
  - 480×440 : Betacam SP, Umatic SP, NTSC (Over-The-Air TV)
  - 530×480 : Super VHS, Hi8
  - 570×480 : LaserDisc
  - 670×480 : Enhanced Definition Betamax
  - 700×480 : Límit d'emissió analògica (NTSC)
  - 768×576 : Límit d'emissió analògica (PAL, SECAM)

- Digital
  - 720×480 : D-VHS, DVD, miniDV, Digital8, Digital Betacam (NTSC)
  - 720×480 : Widescreen DVD (anamòrfic)(NTSC)
  - 720x576 : D-VHS, DVD, miniDV, Digital8, Digital Betacam (PAL/SECAM)
  - 720x576 : Widescreen DVD (anamòrfic)(PAL/SECAM)
  - 1280×720 : D-VHS, HD DVD, Blu-ray, HDV (miniDV)
  - 1440×1080 : HDV (miniDV)
  - 1920×1080 : HDV (miniDV), AVCHD, HD DVD, Blu-ray, HDCAM SR
  - 1998x1080 : 2K Flat (1.85:1)
  - 2048×1080 : 2K Digital Cinema
  - 3840x2160 : 4K UHDTV
  - 4096×2160 : 4K Digital Cinema
  - 7680×4320 : 8K UHDTV
  - 15360x8640 : 16K Digital Cinema
  - Les seqüències de les pel·lícules més recents són escanejades en 2.000, 4.000, o bé en 8.000 columnes, anomenat 2K, 4K, i 8K, per als efectes visuals de qualitat d'edició en els ordinadors.
  - IMAX, incloent IMAX HD i OMNIMAX: aproximadament 10.000×7.000 (7,000 línies) de resolució. Es tracta de 70 Mpix, que actualment és la més alta resolució del sensor d'una càmera de cinema digital (a partir de gener de 2012).

- Pel·lícula
  - Pel·lícula de 35 mm, s'escaneja per al llançament en DVD en 1080 o 2000 línies en 2005.
  - La resolució real dels negatius originals de càmera de 35 mm és objecte de molt debat. Les resolucions mesurades de negatiu de pel·lícula han anat des 25-200 lp/mm, el que equival a un rang de 325 línies per 2-perf, a (teorèticament) sobre les 2300 línies per 4-perf en T-Max 100.[1][2][3] Kodak declara que la pel·lícula de 35mm té l'equivalent de la resolució de 6K d'acord amb un Senior Vice President de IMAX.[4]
  - Les captures de pel·lícula de 15 perforacions de 70mm IMAX serien a 18K, que és l'equivalent de 18.000 píxels horitzontals.[4]
- Impressió

| PPI | Píxels | cm    |
| --- | ------ | ----- |
| 800 | 1000   | 3,18  |
| 300 | 1000   | 8,47  |
| 200 | 1000   | 12,7  |
| 72  | 1000   | 35,28 |

| PPI | Píxels | cm |
| --- | ------ | -- |
| 800 | 3150   | 10 |
| 300 | 1181   | 10 |
| 200 | 787    | 10 |
| 72  | 283    | 10 |

| PPI | Píxels      | mm       | Mida del paper |
| --- | ----------- | -------- | -------------- |
| 300 | 11114x14008 | 840x1186 | A0             |
| 300 | 7016x11114  | 594x840  | A1             |
| 300 | 4961x7016   | 420x594  | A2             |
| 300 | 3508x4961   | 297x420  | A3             |
| 300 | 2480x3508   | 210x297  | A4             |
| 300 | 1748x2480   | 148x210  | A5             |
| 300 | 1240x1748   | 105x148  | A6             |
| 300 | 874x1240    | 74x105   | A7             |
| 300 | 614x874     | 52x74    | A8             |

- Les resolucions modernes de les càmeres digitals
  - Càmera de format mitjà digital - sol, sense combinar un sensor digital de gran - 80 Mpix(en 2011 fins al a 2013) - 10320 x 7752 o 10380 x 7816(81,1Mpix).[5][6][7][8]
  - telèfon mòbil - Nokia 808 PureView - 41 Mpix(7728 x 5368).